# Йов Претвич
Йокуб Бретфус, Гіоб Претфус (пом., ймовірно, 29 жовтня 1571) — урядник, військовий інженер і будівничий Польщі й Литви XVI століття.

## Біографія
За інформацією, переказаною в 1542 році Йостом Л. Деціусом-старшим князю Пруссії Альбрехту, був німцем; перед прибуттям до Польщі певний час провів у Франції. З 1540 року перебував на службі в короля Сигізмунда І Старого, швидко отримав визнання: 7 січня 1542 йому збільшили річний пенсіон з 300 до 400 злотих.
Підписувався «будівничий і ротмістр Його Королівської Милості». У 1541—1545 роках під його керівництвом перебудовано укріплення фортеці в Кам'янці на Поділлі, реконструйовано мури та башти, прибудовано Денну вежу. Бретфус керував 200-ми робітниками, завідував місцевим арсеналом. Під його керівництвом зроблено перебудову Денної (Підкопаної) башти (1542—1544), реставрацію Старої вежі (Рожанки), збудовано нову браму, таємний перехід до криниці при Старій вежі 1544, направлення стрільниць Чорної вежі, зміцнено мури вздовж фронтів: Чорна вежа — Руська брама, Чорна вежа — замок. У 1544 проводили роботи при баштах, зокрема: Папській, Ковпак, Малій, Водній, Пороховій, Порайки, Лянцкоронської. Збудовано: нову вежу і дорогу до нової брами (ймовірно, при вежі Рожанка), викопано фосу перед замковою брамою, що вела до дитинця; лазню. Реставровано браму з поля над берегом Смотрича разом з вежею при ній, направлено стару замкову вежу. У тих і наступних роках проводились ще якісь роботи на замку, зокрема, збудовано терасу (пол. taras), темницю. У 1545 році їздив за дорученням короля до Тракаю для вивчення стану замку. Рахунки за 1546—1547 роки свідчать про реставрацію Руської, Польської брам, копання фос, інші роботи. 1547 року його замінив у Кам'янці італієць Каміллюс (Camillus). 1549 року отримав певну суму як колишній королівський архітектор, було повернуто сервіторіят. 1550 року отримав від новокорчинського старости 100 злотих (може, за роботи на замку).
На межі 1550—1551 перебував у Кракові, потім був висланий до Вільнюса, з 12 липня 1551 року став керівником королівських будівель. Через це йому приписують авторство збудованих тут за ініціятиви короля: нижнього замку, костелу святих Анни й Варвари (не зберігся), в якому король мав намір збудувати гробівці для себе та двох дружин (Варвари Радзивілл, …). Можливо, власне ці гробівці збудував Й. Претфус, бо Сигізмунд II готовий надгробок королеви Ельжбети залишив у нього.
З 1564 року розпочав працю з будівництва обширного королівського двору в Книшині, ґрунтовну перебудову замку Тикоцина. Правдоподібно, близько 1566 року керував будівництвом замку в Білостоку для Петра Веселовського — майбутнього великого маршалка ВКЛ.
Перед 10 травня 1559 року став віленським городничим, перед 16 травня 1564 отримав держави олькеницьку, лейпунську, 1568 року — васильківську. У 1569 році став тикоцинським старостою, у 1564 отримав у власність попередньо державлені села: Грабове, Гинівка, Кам'янка, застінок Пруське (парафія Августів). У Грабові фундував костел (не зберігся; був у ньому похований), збудував двір — певне, мурований, бо залишилося місце «Замчисько».
Мав синів Ґабріеля, Гіоба (Йоба), може доньок; сини в 1595 році поділили спадок. Збіднілі нащадки проживали на початку 18 ст. в Кам'янці, Помянах в околицях Грабова. Одного з онуків — Александра (син Ґ.) — о. Каспер Несецький ТІ помилково зарахував до роду Претвичів; був дворянином коронного скарбу, отримав «доживоттям» королівщину в Сх. Пруссії, певне, там осів.

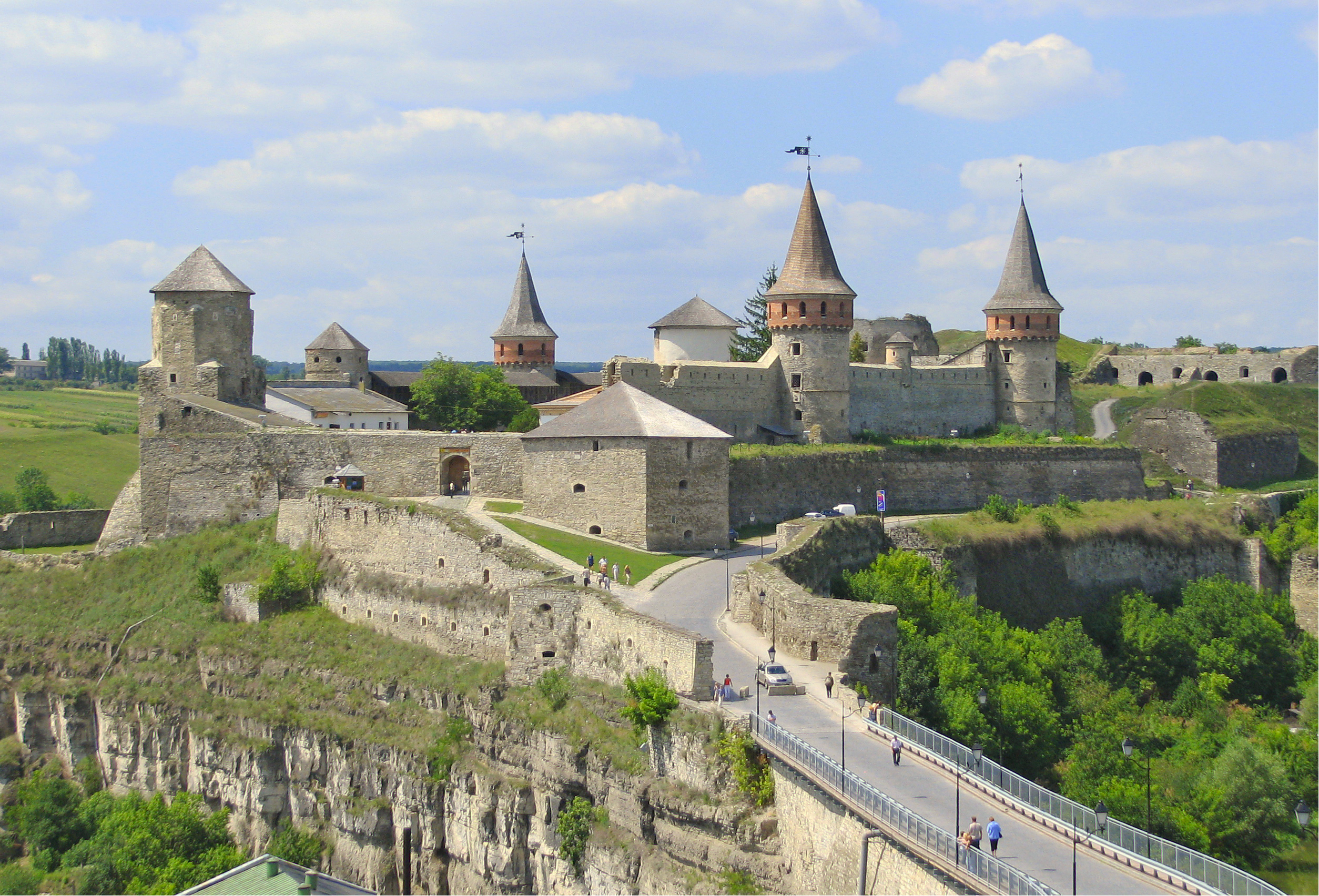
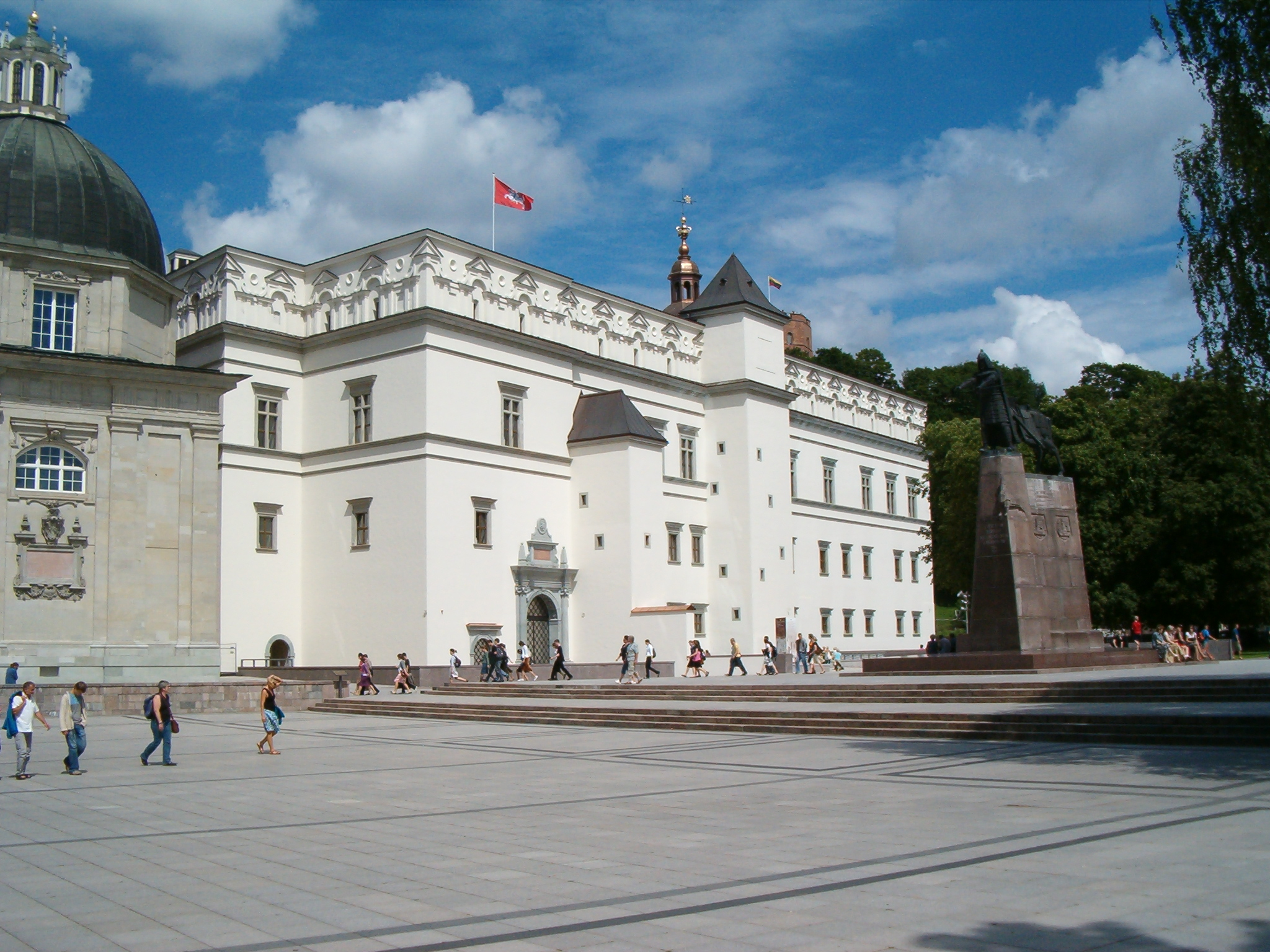
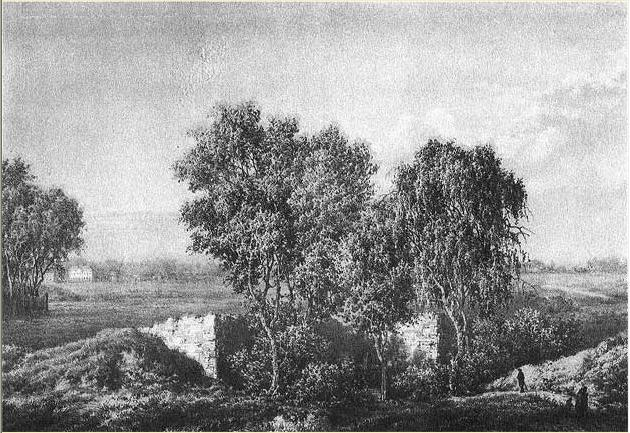
Королівський замок, Книшин (руїни)